# Archibald Henderson (Politiker)
Archibald Henderson (* 7. August 1768 bei Williamsboro, Granville County, Province of North Carolina; † 21. Oktober 1822 in Salisbury, North Carolina) war ein US-amerikanischer Politiker. Zwischen 1799 und 1803 vertrat er den Bundesstaat North Carolina im US-Repräsentantenhaus.

## Werdegang
Archibald Henderson besuchte die öffentlichen Schulen seiner Heimat und das Springer College. Um das Jahr 1790 zog er nach Salisbury. Nach einem Jurastudium und seiner Zulassung als Rechtsanwalt begann er in seiner neuen Heimatstadt in diesem Beruf zu arbeiten. Politisch schloss sich Henderson der von Alexander Hamilton gegründeten Föderalistischen Partei an.
Bei den Kongresswahlen des Jahres 1798 wurde er im achten Wahlbezirk von North Carolina in das damals noch in Philadelphia tagende US-Repräsentantenhaus gewählt, wo er am 4. März 1799 die Nachfolge von Dempsey Burges antrat. Nach einer Wiederwahl konnte er bis zum 3. März 1803 zwei Legislaturperioden im Kongress absolvieren. Während dieser Zeit bezog der Kongress im Jahr 1800 die neue Bundeshauptstadt Washington, D.C.
Nach seinem Ausscheiden aus dem US-Repräsentantenhaus praktizierte Archibald Henderson wieder als Anwalt in Salisbury. Zwischen 1807 und 1820 war er mehrfach Abgeordneter im Repräsentantenhaus von North Carolina. Er starb am 21. Oktober 1822 in Salisbury, wo er auch beigesetzt wurde.